# Penstemon watsonii
Penstemon watsonii är en grobladsväxtart som beskrevs av Asa Gray. Penstemon watsonii ingår i släktet penstemoner, och familjen grobladsväxter. Inga underarter finns listade i Catalogue of Life.